# Batalla de Smolensk (1941)
La batalla de Smolensk fue una importante batalla de la guerra soviético-alemana como parte de la Operación Barbarroja en 1941. Fue un complejo de batallas defensivas combinadas con contraataques del Ejército Soviético contra el Grupo de Ejércitos Centro alemán y parte del Grupo de Ejércitos Norte, que avanzaban hacia Moscú bajo la Operación Barbarroja. Durante dos meses (del 10 de julio al 10 de septiembre de 1941 ), continuaron los feroces combates en un gran territorio en la parte oriental del Distrito Militar Bielorruso y la parte occidental del Distrito Militar de Moscú con un frente que se extendía de 600 a 650 km en la línea de Idritsa - Velikiye Luki en el norte hasta Lgov - Novgorod-Seversky en el sur; profundidades de hasta 200-250 km desde Polotsk, Vitebsk y Zlobin en el oeste hasta Andreapol, Yartsevo, Yelnya y Trubchevsky en el este.
La operación se inició con ataques del 2.º Ejército Panzer, al mando del general Heinz Guderian, y del 3.º Ejército Panzer, al mando del general Hermann Hoth, del Grupo de Ejércitos Centro alemán. La ofensiva consistió en dos ataques de flanqueo sucesivos en la zona de Vítebsk-Orsha a Smolensk, con el objetivo de rodear y destruir parte de las fuerzas de cuatro frentes soviéticos. Las defensas en esta línea incluían el Frente Oeste, al mando del mariscal Semión Timoshenko; el Frente de Reserva, al mando del general Georgi Zhúkov; el Frente Central, al mando del coronel general Fiódor Kuznetsov; y el Frente de Briansk, al mando del teniente general Andréi Yeremenko.
Aunque parte de los Grupos de Ejércitos 16, 19 y 20 (Unión Soviética) fueron rodeados y destruidos o hechos prisioneros al sur de Smolensk, gran parte de las fuerzas de los ejércitos 16 y 19 se retiraron sanas y salvas. La retirada de una fuerza tan numerosa del ejército soviético hizo que Hitler decidiera abandonar la táctica de cercar y destruir a las fuerzas del Ejército Rojo. En su lugar, el ejército alemán se centró en atacar zonas con un gran potencial económico en la Unión Soviética, como las fértiles regiones agrícolas de las llanuras a lo largo de los ríos Don, Dniéper y Volga; las zonas industriales de Vorónezh, Járkov, Zaporozhye, Poltava, Krasnograd, Nikolaev, Krivoi Rog, etc.; con el objetivo de sabotear la economía soviética, con la esperanza de agotarla y conducirla al colapso.

## Contexto
La región de Smolensk y sus alrededores (a menudo denominada las Tierras Altas de Smolensk) tienen una importante posición geomilitar. Como corazón de las Tierras Altas de Rusia Central, el óblast de Smolensk es el nacimiento de muchos de los principales ríos de Rusia. El terreno al sur de Smolensk está atravesado por pequeños ríos poco profundos que no son demasiado difíciles de cruzar. Ubicado a 378 km al oeste-suroeste de Moscú, en el curso superior del río Dniéper, Smolensk es un importante centro de transporte que conecta Moscú con los países bálticos, Bielorrusia y más allá, con Polonia y Europa Central. Históricamente, el óblast de Smolensk ha sido escenario de muchas batallas y disputas importantes entre caudillos militares. Con una longitud de 255 km de norte a sur y una anchura de 285 km de este a oeste, Smolensk es la puerta occidental a Moscú, bloqueando una de las rutas de tráfico más grandes e importantes de la Unión Soviética desde Brest, pasando por Minsk y Orsha, hasta Moscú. Para el ejército soviético, mantener Smolensk también significa implementar una estrategia de defensa a distancia contra Moscú. Para el ejército nazi, capturar Smolensk también significa abrir la "puerta de entrada" para acercarse a Moscú.
Tras la derrota de las fuerzas principales del Frente Oeste Soviético en la Batalla de Białystok-Minsk, las fuerzas móviles del Grupo de Ejércitos Centro alcanzaron el río Dvina Occidental cerca de Vítebsk (3.er Ejército Panzer) y Orsha, Mogilev (2.º Ejército Panzer). Del lado soviético, la parte cercada del Frente Oeste Soviético, compuesta por los Ejércitos 4.º y 13.º, debilitada por la retirada de la zona fronteriza, fue enviada de vuelta a la retaguardia para su reorganización y reequipamiento. El 2 de julio, estas fuerzas fueron transferidas de vuelta al Frente Oeste, en la segunda línea defensiva estratégica. A partir del 2 de julio, el Mariscal S. K. Timoshenko fue nombrado Comandante del Frente Oeste, en sustitución del General D. G. Pavlov, capturado. El Teniente General A. I. Yeryomenko fue nombrado Comandante Adjunto.
Para el 3 de julio de 1941, mientras Stalin leía en Radio Moscú el "Llamamiento a la Nación para Librar la Gran Guerra Patria contra los Invasores Fascistas", el cuerpo de tanques alemán había superado a la infantería y continuaba su ataque hacia el este. El Ejército Soviético seguía sin poder desplegar completamente una línea de defensa continua y profunda. Se enviaron varios cuerpos para reforzar las regiones de Pólatsk y Sebezh, y para reforzar al 22.º Ejército que defendía las cabezas de puente en el río Desna. Según el plan, el 20.º Ejército debía contraatacar en Lepel. El 21.º Ejército debía atacar a través del río Desna en Bykhov y Rogachev. Durante el contraataque en Lepel, los cuerpos de ejército soviéticos 5.º y 7.º sufrieron graves pérdidas, especialmente en tanques.  Como resultado, antes de la Batalla de Smolensk, en las posiciones de Idritsa y la parte sur de Zhlobin, los Ejércitos 37 y 48 fueron superados por los alemanes en cuanto a efectivos, a pesar de que el Ejército 24 se encontraba justo detrás de ellos. Las unidades de primera línea no contaban con la preparación técnica necesaria ni la estabilidad necesaria para detener la ofensiva alemana.
Las fuerzas blindadas alemanas llevaban una semana en el frente y se preparaban para lanzar una nueva ofensiva cuando a principios de julio cayeron fuertes lluvias sobre el frente. Esto enlodó los caminos y dificultó el avance: las unidades alemanas en el frente no pudieron avanzar a través del barro durante horas. Esta fue una de las razones por las que el frente soviético se estabilizó temporalmente. Muchos puentes fueron destruidos y, por primera vez, el ejército soviético enterró minas en el campo para bloquear el avance alemán. Los campos de minas y obstáculos antitanque más densos se encontraban en la carretera de Farinovo a Polotsk, el triángulo defensivo de Dzisna-Dyornovichi-Borovukha (Navapolatsk), el grupo defensivo de Obol (Obal) en la orilla oriental del Dvina Occidental, la carretera de Borisov vía Tolochin a Orsha, la carretera de Mogilev, Rogachev a Smolensk, de Orsha vía Gusino a Smolensk y, finalmente, el oeste de la zona defensiva de Smolensk. Estos obstáculos redujeron el frente de operaciones alemán y dieron más tiempo a los ingenieros para despejar minas y obstáculos. Los retrasos en el avance alemán dieron al ejército soviético la oportunidad de prepararse para un contraataque a gran escala.

## Los objetivos de los planes operativos de las partes

### Ejército nazi

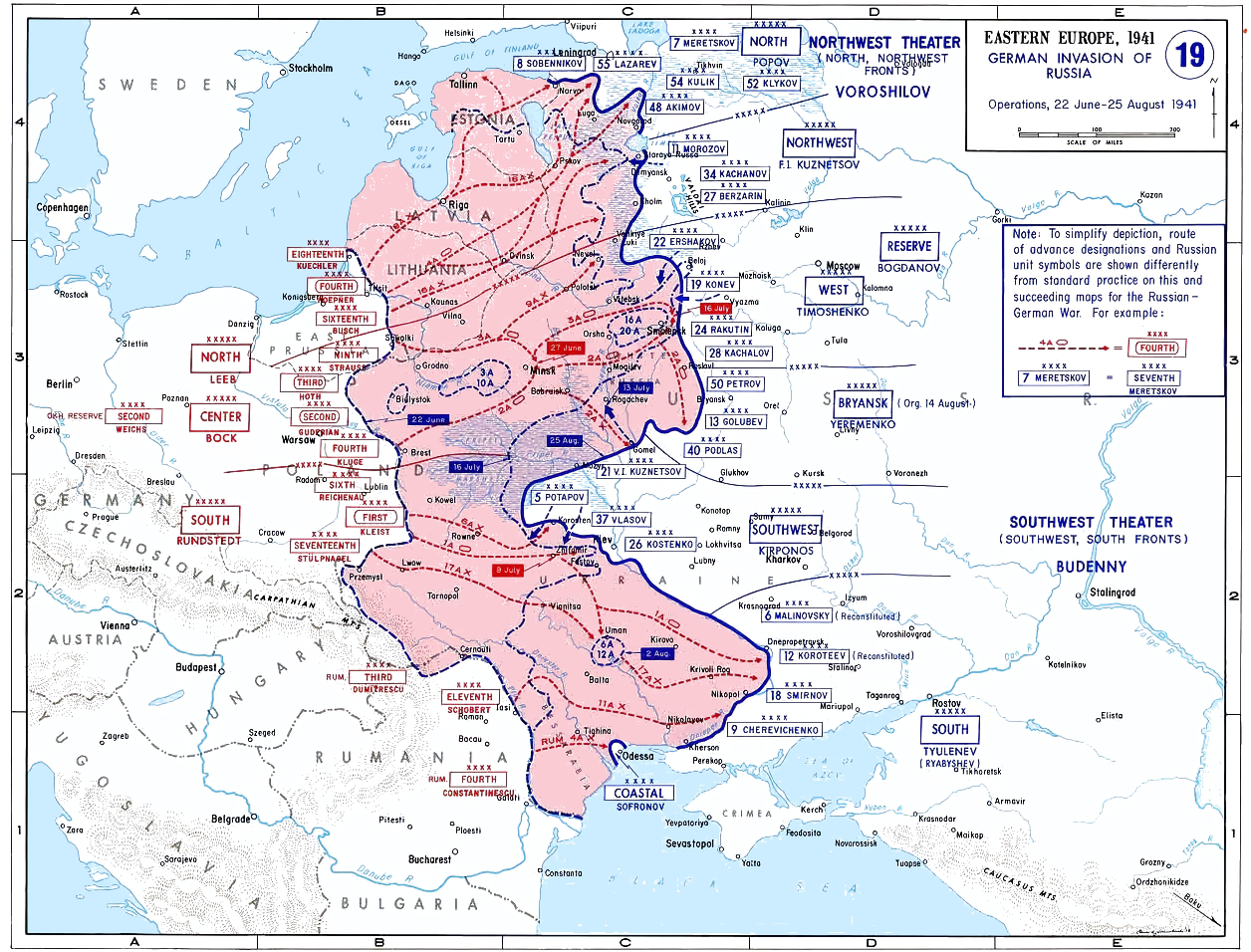
El frente soviético-alemán de junio a agosto de 1941

El objetivo final del Grupo de Ejércitos Centro fascista alemán era la ciudad de Smolensk; capturarla significaba tener la llave de la capital, Moscú. En el nuevo ataque a la zona cercana a Moscú, los alemanes esperaban obtener victorias decisivas. Planeaban dividir las fuerzas de defensa del Ejército Rojo en tres partes en Pólatsk-Nével, Smolensk y Mogilev, y rodear y destruir estos bloques de tropas. Esto crearía una situación muy favorable para el próximo ataque a la capital, Moscú.
El cerco del flanco derecho de las tropas soviéticas en Pólatsk-Nével (22.º Ejército) lo llevarían a cabo las fuerzas combinadas de los Grupos de Ejércitos Norte y Centro. La fuerza principal del 4.º Ejército alemán atacaría a las fuerzas principales del Frente Oeste en Smolensk (20.º, 19.º y 16.º Ejércitos) y Moguilev (13.º Ejército).

Los alemanes decidieron atacar con unidades blindadas móviles sin esperar la llegada de las divisiones de infantería, lo que sorprendió al ejército soviético. En su diario del 12 de julio, Franz Halder escribió:
Tras capturar parte del 13.º Ejército enemigo, según el testimonio de los prisioneros y los documentos capturados, se puede concluir que nuestro ataque al río Dniéper fue una completa sorpresa para el enemigo… 
Aunque desconocían los planes e intenciones de defensa soviéticos, los comandantes militares alemanes intentaron estudiar el ataque en dirección a Lepel y los acontecimientos posteriores para descubrir la concentración de los principales grupos de ejércitos del Frente Oeste que operaban en la segunda línea de defensa.

### La reacción soviética
Desde el 13 de julio, el ejército rojo lanza el contraataque. El 21.er ejército que atraviesa el Dniéper en el Sur de Rogachev, para tratar de envolver al 2.º Panzergrupe, por su costado meridional. El ataque es bastante molesto para los alemanes, y Guderian, seguido por Paul Carell, estimará las fuerzas agresoras en un total de veinte divisiones. En realidad, parece que sólo dos cuerpos de fusileros hubieran participado en esto, el 63.º, avanzando doce kilómetros y apoderándose de Rogachev, antes de estar bloqueado por el 53.er Armeekorps, en su Sur, el 67.º cuerpo que ve una de sus divisiones, la 232.ª, alcanzar Berezina, a ochenta kilómetros de sus posiciones iniciales.
Frente a Smolensk, Stavka comenzó la creación de un nuevo frente de reserva, organizando seis ejércitos nuevos, al reagrupar los 24.º, 28.º, 29.º, 30.º, 31.º y 32.º, cerca de 35 divisiones. El 20 de julio Stalin le da la orden a Timoshenko de utilizar esta reserva para contraatacar masivamente. Frente a la urgencia, estas unidades, en proceso de organización, son puestas en la batalla, sin esperar. Forman cinco grupos de choque y van entonces a atacar, de modo convergente, hasta el 25 de julio, el círculo que encarcela los 16º y 20º ejércitos. En el mismo Smolensk, el 16º ejército llega a proseguir del terreno, en particular en los suburbios del Norte. Esta estrategia, aunque muy costosa, va sin embargo a dar sus frutos, ya que la ofensiva alemana tambaleará. Hoth lanza entonces sus 7º y 20º panzerdivision, y acaba el cerco de los 16º y 20º ejércitos, es decir una decena de divisiones. Sin embargo, la intervención del destacamento de ejércitos, mandado por Rokossovski, que emplea carros pesados KV1, permite reabrir un corredor y una partida de las tropas capturadas en la trampa logra escaparse. A finales de julio se instaura un cierto equilibrio, ya que ningún ejército logra avanzar más.
Ejército soviético
Frente a los alemanes, a lo largo de los ríos Dniéper y Dvina Occidental, se encontraban dos líneas de defensa del Ejército Soviético (conocidas en Occidente como la Línea Stalin ). Las fuerzas de defensa de primera línea estaban compuestas por el 13.º Ejército del Frente Oeste y los ejércitos 20.º, 21.º y 22.º, movilizados de las fuerzas de reserva del Alto Mando Supremo (STAVKA ). Las fuerzas de segunda línea estaban compuestas por el 19.º Ejército, estacionado en Vítebsk, y el 16.º Ejército, estacionado en Smolensk. Del lado alemán, la amenaza del 3.er Ejército Panzer en el norte era la principal preocupación para el Mando del Frente Oeste.
Como no tenía ninguna ventaja sobre el ejército nazi en términos de tropas y medios, especialmente aviones y tanques, la intención general de combate del Mando Supremo del Ejército Soviético era la defensa estratégica con las siguientes medidas:
1. Retener la fuerza principal del enemigo en las líneas defensivas en un patrón escalonado durante el mayor tiempo posible para ganar tanto tiempo como sea posible para traer fuerzas desde la retaguardia y formar nuevos equipos de reserva, movilizando y desplegando estas fuerzas en las direcciones más importantes.
2. Causar al oponente el mayor daño posible, dejándolo cansado, exhausto y perdiendo gradualmente su poder de ataque para lograr el equilibrio de poder.
3. Garantizar la implementación de medidas para evacuar civiles y trasladar objetivos industriales al interior del país, aprovechando el tiempo para reorientar la industria hacia el máximo servicio de las necesidades de la guerra.
4. Acumular el máximo de tropas, armas y medios para contraatacar cuando surja la oportunidad.

### Vacilaciones alemanas

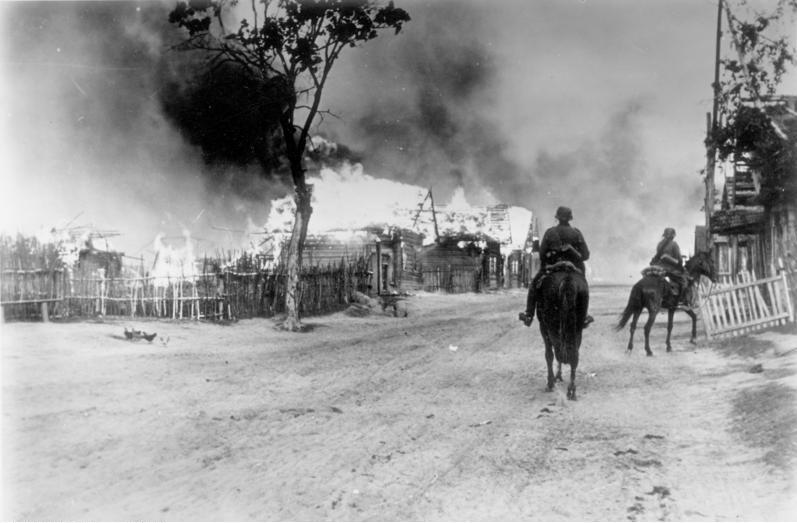
Caballería alemana en las cercanías de Smolensk, contemplando el panorama dejado por las tácticas de Tierra quemada.

Mientras que las tropas alemanas combaten alrededor de Smolensk, la indecisión reina en el seno de los estados mayores. La batalla en curso demostró los fallos del planteamiento inicial, la Operación Barbarroja, en la cual los ejércitos soviéticos habrían debido ser destruidos al oeste por el Dniéper. Los hechos mostraban que se estaba lejos de tal situación; los alemanes habían subestimado sobre todo la capacidad de recuperación del Ejército rojo, que crea nuevas unidades a un ritmo mucho más elevado del previsto. Barbarroja no preveía la continuación de las operaciones después de la batalla sobre las fronteras, aparte de un límite vago de interrupción de la progresión sobre el Volga. La Wehrmacht se encuentra por tanto sin una estrategia definida en ese momento, y vacila a la hora de tomar decisiones. Sus unidades, en combate durante seis semanas consecutivas, necesitan una pausa antes de avanzar de nuevo hacia Moscú. En particular, los vehículos blindados han sufrido sobre los caminos no asfaltados de Bielorrusia; muchos de ellos necesitan ser reparados. La infantería ya no puede seguir y debe ser reagrupada. Otro problema que impide la persecución hacia el Este es la posición peligrosamente cercana por el Grupo de Ejércitos Centro, en particular enfrente del Grupo de Ejércitos Meridionales, que está todavía bloqueado detrás de Kiev, lo que lo expone a un ataque sobre su costado meridional.
El 23 de julio, la directiva n.º 33 de Hitler vuelve a discutir totalmente los objetivos perseguidos al Este. Hitler decide allí utilizar los dos panzergruppe del Grupo de Ejércitos Centro, en apoyo de los dos otros Grupos de ejércitos, para facilitar la captura de Leningrado, al Norte, y de Kiev, al Sur. Los contraataques soviéticos van a hacer rápidamente caducar esta directiva, sobre todo para el Panzergruppe 3 de Hoth, que debe intervenir para impedir la recuperación de Smolensk por los soviéticos, a partir del 27 de julio. En cambio, la idea de un ataque de Guderian hacia el Sur es mantenida. El ataque del Panzergruppe 2, renombrado para la ocasión como Armeegruppe Guderian, es lanzado el 1 de agosto, con destino a Roslavl. El 28º ejército soviético es rechazado rápidamente, y cuatro de sus divisiones son cercadas en el norte de la ciudad, que es capturada el 8 de agosto. El 43.er ejército soviético interviene entonces y logra detener la progresión alemana, al precio de graves pérdidas. Durante este tiempo, el 2º ejército de Von Weichs ataca hacia Gómel, más al oeste, pasando el Dniéper el 12 de agosto, más en el Sur, en Zhoblin, frente a los 13º y 50.º ejércitos soviéticos. Frente al avance alemán la defensa soviética se disgrega y ambos ejércitos se repliegan hacia Bryansk, donde son reorganizadas, el 14 de agosto, en el seno de un nuevo frente, el de Bryansk, confiado al general Andréi Yeriómenko.

#### La directiva N.º 34
La situación alemana mejora bastante gracias al movimiento de Guderian hacia el Sur. La toma del nudo ferroviario importante de Roslavl permite contemplar una recuperación del movimiento hacia Moscú, para vencerla en breve. En el Norte, las tropas de Hoth, coordinando su acción con la del ala derecha de Von Leeb, cercaron el 22º ejército soviético y rechazaron la 29º, consolidando la posición entre el Dniéper y el Daugava. Los progresos de Gerd von Rundstedt amenazan el 5º ejército soviético de cerco en los pantanos de Prípiat, a corto plazo. Brauchitsch toma en serio entonces un nuevo plan el 18 de agosto, para el Grupo de Ejércitos Centro, que debe reagrupar sus fuerzas y atacar de lleno hacia la capital soviética. Pero, el 21 de agosto, Hitler va a darle errores al jefe de la Wehrmacht. En su directiva n°34, reafirma que, según él, los objetivos de la guerra para el año 1941, al Este, son la toma de Leningrado y de Ucrania, y no la de Moscú. Ordena utilizar una parte de las unidades del Grupo de Ejércitos Centro, con Panzergruppe de Von Kleist, para cortar la retirada de las fuerzas de Budionny, que defienden Kiev. Durante esta operación, en dirección a Moscú, el Grupo de Ejércitos Centro debe quedarse en una postura defensiva.
Las fuerzas de Guderian van pues a continuar atacando hacia el Sur. Los soviéticos, sorprendidos por la dirección del ataque sobre el Frente de Bryansk, van a intentar oponerse a este movimiento pero, al principio, con fuerzas insuficientes, porque procuran sobre todo proteger Bryansk, lo que permitiría un desbordamiento del Frente Oeste, por el sur. La Armeegruppe Guderian atravesó el río Unega, el 20 de agosto, rechazando el 45.º cuerpo de fusileros que intentaba impedir su paso. El 25, Guderian lanzan a dos tipos de Panzerkorps el Sur, Brauschtich al que ha prohibido utilizar al 46.º Panzerkorps en este movimiento, para completarlo con vistas a un futuro ataque con destino a Moscú. Los soviéticos intentan restablecerse sobre el curso del Desna. La cabeza de puente, establecida por la 10º División Infantería, está sometida a un contraataque macizo, que rechazan las tropas alemanas sobre la otra orilla.
Sólo la llegada de la División-SS "Das Reich" y de la 4.ª Panzer-division permite restablecer la situación. Las numerosas lluvias transforman los caminos en cenagales, dificultando la progresión alemana, pero la suerte le va a sonreír a Guderian. El descubrimiento en un avión derribado del plano de las posiciones soviéticas le revelará la existencia de un espacio entre los 13.er y 21.er ejércitos, donde va a comprometer a la 3.ª Panzer-division, que alcanza Konotop el 7 de septiembre, rebosando la defensa sobre el Desná. De esta ciudad, los alemanes van a lanzarse para el encuentro del 1º Panzergruppe de von Kleist, que ya atravesó el Dniéper en Cherkasy. Estas dos puntas blindadas alemanas crean al juntarse un cerco gigantesco, donde ochocientos mil soldados soviéticos son encerrados.

### Últimas contraofensivas soviéticas
Durante este tiempo, las numerosas fuerzas soviéticas en el Norte y al este de Smolensk van a intentar dos grandes operaciones ofensivas, una hacia Dujovschina, la otra contra la saliente de Yelnia. La primera, que implica los 16º, 19º, 20º y 30.º ejércitos, es suspendida en su objetivo de repetir a Smolensk pero impedirá al Panzergruppe 3 subir al Norte, para favorecer el avance alemán hacia Leningrado. El segundo será el éxito soviético más grande desde el inicio de la guerra: el ataque lanzado el 30 de agosto por las ocho divisiones del 24º ejército del general Rakutin, amenazando las seis divisiones alemanas del cerco, obligando a éstas a evacuar el saliente a partir del 3 de septiembre, a pesar de la intervención de otras cuatro divisiones de refuerzo. La ofensiva culmina con la toma de Yelnia, el 6 de septiembre, y dura hasta el 8; costándole a los alemanes cuarenta y cinco mil hombres muertos, heridos o capturados. Esta batalla, mostrando que el invasor puede ser batido y rechazado, será utilizada por Stalin como ejemplo y para la ocasión crea el título honorífico de unidad de guardia, concedido a las unidades que se han distinguido en el momento de operaciones ofensivas. Cuatro divisiones de fusileros, empeñadas en Yelnia, los 100.º, 127.º, 153.º y 161.º, se hacen las primeras unidades de guardia.

## Balance y consecuencias del enfrentamiento
El balance humano de las batallas alrededor de Smolensk durante el verano de 1941 es difícil de establecer, ya que las cifras varían demasiado dependiendo de cada uno de los beligerantes. Los soviéticos admiten haber perdido cerca de cuarenta y cinco mil hombres, entre muertos y heridos, pero se reservaron el establecer cifras más certeras, que consideren también la cantidad de prisioneros que hicieron los alemanes. Por su cuenta, los alemanes afirmaron haber capturado por lo menos trescientos diez mil prisioneros soviéticos.